# Wichmond
Wichmond ist ein Dorf der Gemeinde Bronckhorst in der niederländischen Provinz Gelderland.

## Geschichte
Während sich der Missionar Liudger in Westsachsen aufhielt, schenkte ihm im Jahr 794 der Graf Wrachar te Brummen ein Stück Land an der IJssel zwischen Baak und Wichmond. Bei dieser Schenkung wird Wichmond das erste Mal urkundlich als Withmundi erwähnt. Die Bevölkerung fing um 800 an, eine Kirche zu errichten, die im Jahr 801 durch Liudger dem Salvator (Christus) gesegnet wurde. Der Missionar verließ bald wieder den Ort, um sich seiner neu gegründeten Abtei Werden zu widmen.
Am 1. Januar 2005 wurde Wichmond Teil der Gemeinde Bronckhorst.